# スーザン・ファー
スーザン・ジェーン・ファー（Susan Jane Pharr、1944年 - ）はアメリカ合衆国の政治学者、元ハーバード大学ライシャワー日本研究所所長、専門は日本政治。

## 略歴
- 1966年　エモリー大学卒業。
- 1970年　コロンビア大学大学院修士課程修了。
- 1971年～1972年　上智大学の外国人客員研究者となる。
- 1974年～1976年　米国社会科学研究評議会日本委員会スタッフ・アソシエイト。
- 1975年　コロンビア大学より学位を取得（Ph.D.）。
- 1977年～1980年　ウィスコンシン大学マディソン校法学部の助教授。
- 1978年　東京大学の外国人客員研究者となる。
- 1980年～1986年　ウィスコンシン大学マディソン校法学部の准教授
- 1985年～1987年　戦略国際問題研究所日本首席主任を務める。
- 1986年　ウィスコンシン大学マディソン校法学部の教授。
- 1987年　ハーバード大学の政治学部教授となる。
- 1991年～ハーバード大学のエドウィン・ライシャワー（Edwin O. Reischauer Professor of Japanese Politics）教授となる。
- 1992年～1995年　ハーバード大学政治学部学長。
- 1996年～1998年　ハーバードカレッジ副学長。
- 2002年～2011年　ライシャワー日本研究所所長。

## 人物
- 2008年、日米間の知的交流促進と日本研究者の指導育成への貢献を理由とした旭日中綬章を受章した。

### 著書
- Nihon no josei katsudo-ka (Political Women in Japan). (University of California Press, 1981).　賀谷恵美子訳『日本の女性活動家』（勁草書房, 1989年）

### 共編
- The State of Civil Society in Japan (coeditor with Frank J. Schwartz). New York: Cambridge University Press, 2003.
- Disaffected Democracies: What's Troubling the Trilateral Countries? (coedited with Robert D. Putnam). Princeton, NJ: Princeton University Press, 2000.
- Media and Politics in Japan (coeditor with Ellis S. Krauss). Honolulu: University of Hawaii Press, 1996.
- Losing Face: Status Politics in Japan. Berkeley and Los Angeles: University of California Press, 1990. (Paperback edition, 1992)